# Clapotis

Perfekte Reflexion an einer vertikalen Wand:
die anlaufende Welle (rot) wird mit gleichem Vorzeichen der Amplitude reflektiert (auslaufende blaue Welle). Aus der Überlagerung ergibt sich die Clapotis (schwarz) mit Schwingungsbauch an der Wand.

Stromlinien einer Clapotis

Bei Wasserwellen wird unter Clapotis (aus dem Franz. für ‚Geplätscher‘) eine stehende Welle verstanden, die durch Reflexion einer fortschreitenden monochromatischen Welle an einer vertikalen Wand (Mole, Ufermauer) entsteht.
Hierbei wird von einem auf die Wand auftreffenden Wellenzug mit der Wellenlänge L und der Höhe H (vertikaler Abstand zwischen Wellental und Wellenberg) ein spiegelbildlicher Wellenzug zurückgeworfen. Die Überlagerung von ankommender und reflektierter Welle ergibt die Clapotis mit einer Wellenhöhe 2H. Wird der Abstand von der Wand mit der Koordinate x bezeichnet, liegen Schwingungsbäuche mit der Höhe 2H an den Stellen x = 0 (Wand), x = L/2, x = 2L/2 etc.
Dazwischen befinden sich Schwingungsknoten bei x = L/4, x = 3L/4, x = 5L/4 etc., wo bei einer perfekten Clapotis keine Wasserspiegelauslenkung stattfindet. Die Schwingbewegungen der Wasserteilchen im Wellenfeld unter der Wasseroberfläche (zweites Bild) sind kurvilinear, mit einer horizontalen Tangente an den Schwingungsknoten, und vertikal an den Wellenbäuchen.
Die perfekte Reflexion stellt einen Idealfall dar. In der Natur sind in Bauwerksnähe die Randbedingungen für stabile Wellen allenfalls annähernd gegeben, denn an den Reflexionsflächen treten Verluste auf. Als Folge kommt es zur Ausbildung einer (gebrochenen) aufgerissenen Clapotis, einer (unvollkommenen) partiellen Clapotis oder einer Kombination von beiden.

## Aufgerissene Clapotis
In Beckenformationen mit geringen Reflexionsverlusten kann die Anregung von Eigenschwingungen nachgewiesen werden, siehe Beckenschwingung. Resonanzüberhöhung mit überkritischer Wellensteilheit S = H/L führt zur aufgerissenen Clapotis, bei der das Wasser an den Schwingungsbäuchen vertikal nach oben schießt. An einer vertikalen Wand wird das Auftreten einer aufgerissenen Clapotis oft von Druckschlageffekten begleitet.

## Partielle Clapotis an einer Uferböschung

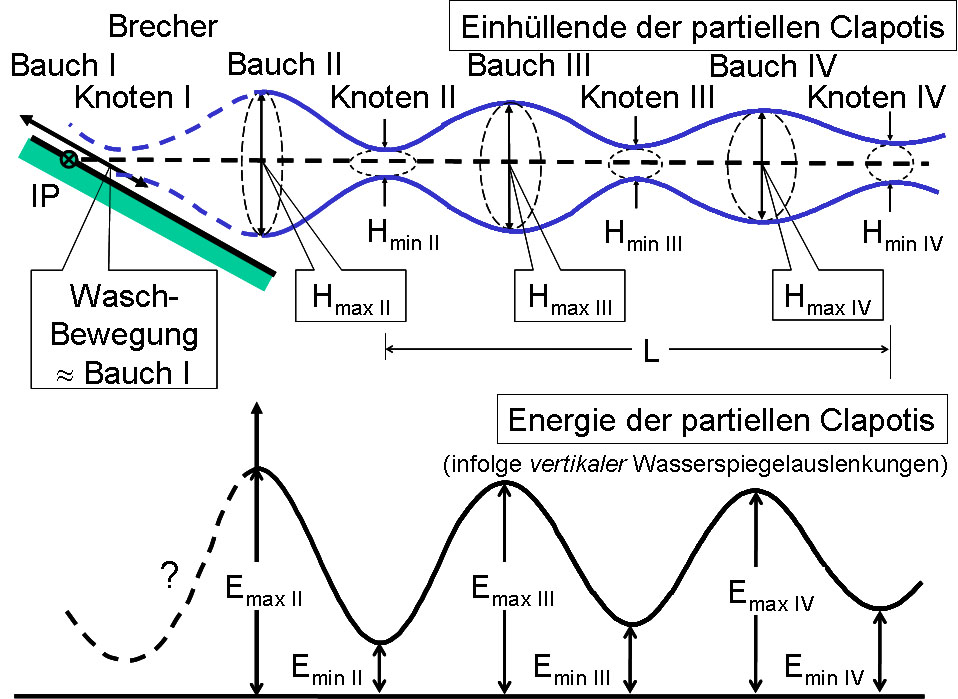
Partielle Clapotis an einer Uferböschung

Durch reibungsbehaftete Waschbewegung am Bauwerk (etwa an einer Böschung, Bild rechts), insbesondere durch den Vorgang des Wellenbrechens, wird ein Teil der Wellenenergie absorbiert, die Höhe der reflektierten Welle ist kleiner als diejenige der ankommenden Welle {\displaystyle H_{\mathrm {r} }<H_{\mathrm {i} }}, es bildet sich eine partielle Clapotis.
Werden monochromatische Wellen (mit {\displaystyle H_{\mathrm {i} }} und {\displaystyle H_{\mathrm {r} }}) vorausgesetzt, kann im Gegensatz zur perfekten Clapotis die Wasserteilchenbewegung im Wellenfeld der partiellen Clapotis durch elliptische Bahnen genähert werden. Solche sind in den Wellenbäuchen durch eine größere vertikale Hauptachse und in den Wellenknoten durch eine größere horizontale Hauptachse gekennzeichnet.
Die Überlagerung der anlaufenden mit der reflektierten Welle ergibt eine gleichfrequente partiell fortschreitende Welle, deren Höhe zwischen einem Maximalwert {\displaystyle H_{\mathrm {max} }=H_{\mathrm {i} }+H_{\mathrm {r} }} und einem Minimalwert {\displaystyle H_{\mathrm {min} }=H_{\mathrm {i} }-H_{\mathrm {r} }} schwankt. {\displaystyle H_{\mathrm {max} }} und {\displaystyle H_{\mathrm {min} }} ergeben sich jeweils im Abstand von L/4. Für den Fall, dass die Einhüllenden der Wellenberge und der Wellentäler bekannt sind, kann der Reflexionskoeffizient aus diesen Extremwerten bestimmt werden:
{\displaystyle C_{\mathrm {r} }={\frac {H_{\mathrm {r} }}{H_{\mathrm {i} }}}={\frac {H_{\mathrm {max} }-H_{\mathrm {min} }}{H_{\mathrm {max} }+H_{\mathrm {min} }}}}.